# Ак-Чокрак-Богаз

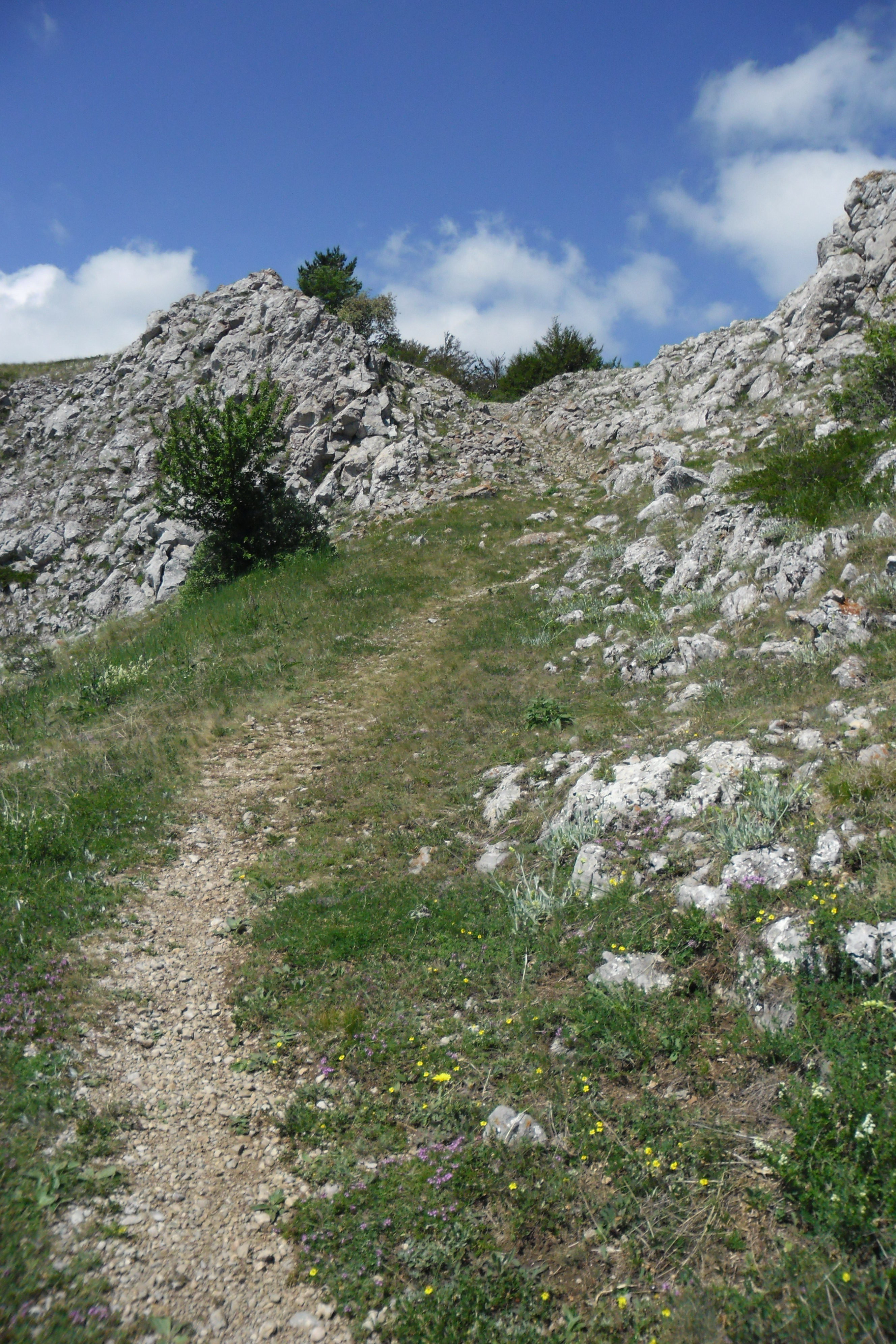
Ак-Чокрак-Богаз недалеко от выхода на Бабуган-Яйлу.

Ак-Чокра́к-Бога́з (Кавали-Богаз, Ховалих-Богаз, или Хавли-богаз; крымскотат. Aq Çoqraq Boğaz, Акъ Чокъракъ Богъаз) — горная тропа, средневековый путь на Бабуган-яйлу от Алушты. Упоминается в старинных путеводителях по Крыму, проходит через источник Ак-Чокрак. Выходит на север от горы Куш-Кая до седловины Дипло и от неё — на Бабуган.

Ак-Чокрак-Богаз в переводе с крымскотатарского означает «проход белого родника» (aq — белый, çoqraq — родник, boğaz — основное значение «горло», но применительно к формам рельефа означает «проход», «перевал»). «Ховли» от тюркского «бузина» — в изобилии растёт здесь.

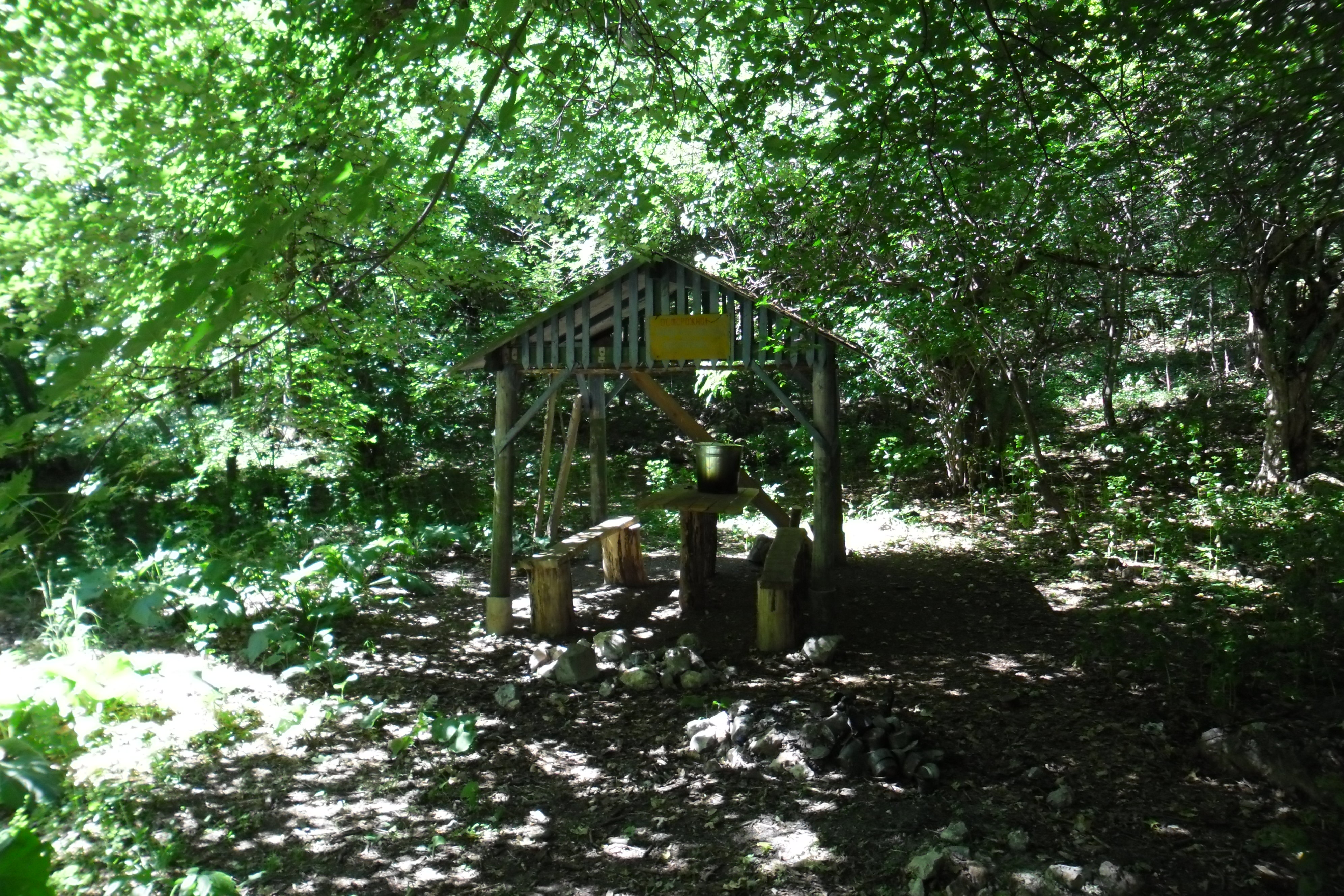
Стоянка на тропе
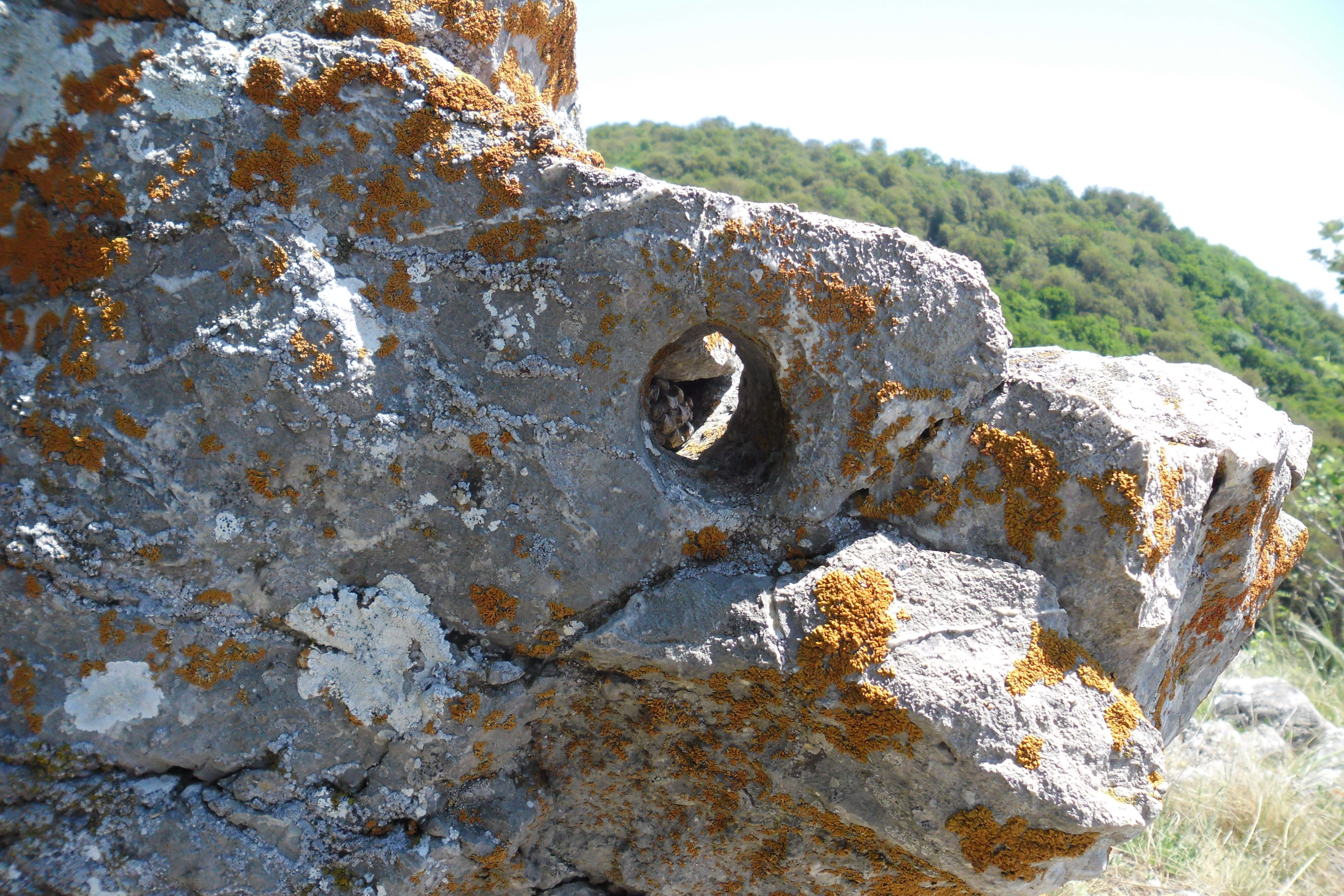
Камень с отверстием на выходе с тропы Ак-Чокрак-Богаз на Бабуган-Яйлу
Район Ак-Чокрак-Богаз на карте Бабуган-яйлы